# Гиллиген, Стивен
Стивен Г. Гиллиген -- американский психолог и психотерапевт. Гиллиген был одним из первых учеников и последователей работ Милтона Эриксона, который считается основоположником современной (или "недирективной") гипнотерапии. Гиллиген известен своими работами по гипнозу и психотерапии, своим вкладом в развитие работ по нейролингвистическому программированию. В течение последних 20 лет Гиллиген занят частной психотерапевтической практикой, где он использует свой подход к гипнозу и психотерапии.
В антологии "Эриксоновские подходы к гипнозу и психотерапии" (1980), его статья "Эриксоновские подходы к клинической психотерапии" содержит проницательное (можно даже сказать "знаменательное") объяснение сути подхода Эриксона и стиля "недирективной гипнотерапии".
Тогда как Эриксон подчеркивал роль гипноза в качестве средства коммуникации, Гиллиген использовал этот момент как отправную точку, чтобы заложить основу нового направления, которое он назвал "Психотерапия отношений с собой", которое использует эриксоновское понимание того, что все симптомы - это коммуникация. Его работа использует концепцию "спонсорства", принятия, удержания и обозначения положительных и отрицательных чувств и переживаний.
Гиллиген - автор нескольких книг о психотерапии, включая Терапевтические трансы (Therapeutic Trances) (1986), Мужество любить (The Courage to Love) (1997), и Путешествие героя (The Hero's Journey) (совместно с Роберт Дилтс, 2009), Генеративный транс: переживание креативного потока (Generative Trance: The Experience of Creative Flow) (2013).

## Научная работа
После получения докторской степени по психологии в Стэнфордском университете, Гиллиген начал преподавать и работать в области эриксоновской гипнотерапии. Его книга Терапевтические трансы (1986) объясняет девять техник гипнотерапии, которые может использовать пациент для самостоятельного изучения.
Гиллиген также разработал новую терапию, известную как психотерапия отношений с собой (self-relations psychotherapy), используя идеи из наследия Эриксона, айкидо, буддизма, медитации, и перформанса. Центральным моментом терапии является процесс известный как "спонсорство", когда положительный и отрицательный опыт - включая глубокие травмы - рассматриваются как ресурсы, которые нужно признать, назвать и разместить, и как форма осознанности. Гиллиген утверждает, что в человеке есть когнитивное и соматическое, и когда соматическое подавляется или находится не под полным контролем, спонсорство и осознанное самосознание этих частей могут вызвать терапевтический эффект.  Его последняя публикация Генеративный транс: переживание креативного потока (Generative Trance: The Experience of Creative Flow) исследует вопрос сотрудничества между когнитивной частью сознания и соматическим бессознательным в создании генеративных трансовых состояний.

## Публикации
- Therapeutic Trances: The Cooperation Principle in Ericksonian Hypnotherapy) (Routledge, 1986)
- with Jeffrey K. Zeig (eds.). Brief Therapy: Myths, Methods, And Metaphors (Brunner/Mazel, 1990)
- with Reese Price (eds.). Therapeutic Conversations (W. W. Norton & Company, 1993)[5]
- The Courage to Love: Principles and Practices of Self-Relations Psychotherapy (W. W. Norton & Company, 1997)
- The Legacy of Milton H. Erickson: Selected Papers of Stephen Gilligan (Zeig, Tucker & Theisen, 2002)[6]
- with Dvorah Simon. Walking in Two Worlds:  The Relational Self in Theory, Practice, and Community (Zeig, Tucker & Theisen, 2004)
- with Robert Dilts. The Hero's Journey: A Voyage of Self Discovery (Crown House Publishing, 2009)
- "Generative Trance: The Experience of Creative Flow" (Crown House Publishing, 2012)